# Witchboard – Die Hexenfalle
Witchboard – Die Hexenfalle ist ein US-amerikanischer Horrorfilm des Regisseurs Kevin Tenney aus dem Jahre 1986. Unter der Regie von Chuck Russell entstand mit Witchboard eine Neuinterpretation des Stoffes.
Mit der Benutzung des Witchboard gerät Linda immer stärker in die Abhängigkeit eines sich nach Rache sehnenden Geistes.

## Handlung
Jim Morar und seine Freundin Linda Brewster geben eine Party zur Einweihung ihres neu bezogenen Hauses. Unter den Gästen befindet sich auch Lindas Ex-Freund Brandon Sinclair – sehr zum Missfallen des Gastgebers Jim, welcher aus Eifersucht alles andere als gut auf seinen Jugendfreund Brandon zu sprechen ist. Im späteren Verlauf der Party präsentiert Brandon sein mitgenommenes Witchboard (Hexenbrett). Mit Hilfe seiner Ex-Freundin Linda gibt er den Zusehern zu erkennen, dass es ihm gelingt, mit dem verstorbenen zehnjährigen David in Kontakt zu treten. Kurz darauf eskaliert jedoch der Streit zwischen Jim und Brandon, welcher sich folgend auf den Heimweg begibt, dabei in der Eile das Witchboard im Hause liegen lässt.
Von der Wirkung des Witchboard angetan, versucht Linda an den folgenden Tagen selber Kontakt mit der Welt des toten David aufzunehmen. Tatsächlich gelingt es ihr, ausgehend von der Eingebung des Witchboard, einen längst verlorenen Brillantring wieder zu finden. Noch ahnt Linda nicht, dass sie sich mit dem Witchboard den Rachegelüsten eines längst verstorbenen Geistes ausliefert.
Nachdem Linda den mit Brandon vereinbarten Termin zur Rückgabe des Witchboard nicht einhielt und ein Telefongespräch mit Linda abrupt unterbrochen wurde, begibt sich Brandon zur Baustelle, auf welcher Jim als Zimmermann tätig ist. Die warnenden Worte von Brandon über die Gefährlichkeit bei der falschen Anwendung des Witchboard werden von Jim jedoch vorerst ignoriert. Dabei hatte Jim bereits selber erfahren, welch schreckliche Wirkung vom Geist des Witchboard ausgeht, kam doch vor einigen Tagen auf der Baustelle mit Lloyd ein Arbeitskollege von ihm vor seinen Augen bei einem mysteriösen Arbeitsunfall ums Leben. Noch während des Streitgesprächs mit Brandon erhält Jim ein Telefonanruf seiner Haushälterin Mrs. Moses, welche ihm mitteilt, dass sie Linda nach der Benutzung des Witchboard völlig verstört aufgefunden hatte. Jim entschließt sich darauf, das Angebot von Brandon anzunehmen, mit einem Medium den Geist aus dem Hause zu vertreiben.
Die spirituelle Geistervertreibung scheint erfolgreich zu sein, doch als Brandon das Medium Zarabeth nach Hause fährt, hegt Zarabeth Zweifel, dass es sich um den Geist eines zehnjährigen Jungen handelte. Auch warnt sie ihn vor einer großen Gefahr, ausgehend von einem Portugiesen „Malfeitor“. Noch in der gleichen Nacht setzt der Geist zur nächsten Tat an und lässt das Medium Zarabeht sich tödlich verletzend aus ihrer Wohnung stürzen.
Nicht nur die Umstände des Todes von Zarabeht wirken beunruhigend auf Jim und Brandon, sondern auch die Feststellung, dass Linda nach der Geistervertreibung nicht wie vorgesehen das Witchboard, sondern nur dessen leeren Behälter an Brandon zurückgab. Immer mehr wird Jim von Brandon zur Überzeugung gebracht, dass Linda von Davids Geist „besessen“ ist, dies erst recht, als er als Augenzeuge selber sieht, wie Linda vom „Geist“ im Zimmer geschlagen und gestoßen wird.
Nachdem Linda verletzt ins Krankenhaus eingewiesen wurde, schließt Jim sich Brandon an, um mit ihm nach „Big Bear“ zu fahren, dem angeblichen Todesort von „David“. Die beiden können bei ihren Recherchen in Erfahrung bringen, dass David vor zehn Jahren bei einer Gasexplosion auf einem Floß den Tod fand. Sie kaufen sich ein neues Witchboard und versuchen damit, ebenfalls auf einem Floß, mit David in Kontakt zu treten. Vorerst spricht David in Rätseln, lässt die beiden nur langsam wissen, dass er weder mit Linda, noch mit dem Medium Zarabeht gesprochen hatte, sondern all jene Botschaften durch „evil“ (das Böse) ausgingen, das „Böse“ der Geist von „Malfeitor“ sei, welcher sich „here“ (hier) befindet.
Kaum wurde über das Witchboard diese Botschaft vermittelt, lösen sich die angebundenen Fässer auf dem Floß. Nicht die herabstürzenden Fässer führen jedoch zum Tode von Brandon, sondern eine mit unsichtbarer Hand in seinen Kopf geschlagene Axt. Nach dem Tod von Brandon versucht Jim mehr über die Person von Malfeitor zu erfahren. Er bringt in Erfahrung, dass Carlos Malfeitor ein Massenmörder war, welcher neun Menschen mit einer Axt ermordete, bevor er selber im Jahr 1930 in seinem Hause erschossen wurde – es handelt sich dabei um das Haus von Jim und Linda!
Jim fährt mit dem Auto umgehend nach Hause zu Linda, welche das Spital wieder verlassen hatte. In der Wohnung hat sich Linda erneut des Witchboard bemächtigt und wurde vom Geiste Malfeitors bedrängt und „in Besitz genommen“. Zu Hause angekommen, findet Jim eine völlig zerstörte Wohnungseinrichtung vor, bevor er von Malfeitor, im Körper von Linda, mit der Axt bewaffnet, angegriffen wird. Im folgenden Kampf kann sich letztendlich Jim mit gezielten Schüssen ins Witchboard-Brett vom Geiste Malfeitors lösen, stürzt aber, sich verletzend, aus der Fenstertüre.
In der Schlussszene heiraten Jim (mit Halskrause) und Linda in einer Kirche.

## Kritiken
- Die Internet-Plattform Cinefacts wertet den Film als Origineller Billig-Horror, durchaus effektiv und spannend in Szene gesetzt.[2]

## Trivia
- Mit dem Regisseur und Drehbuchautor Kevin Tenney wurden zwei Fortsetzungen produziert. Im Jahr 1993 Witchboard 2 – Die Tür zur Hölle (original: Witchboard 2: The Devil's Doorway)[3], im Jahr 1995 Witchboard 3 – Gate to Hell (original Witchboard 3: The Possession )[4], wobei Kevin Tenney sich hier nur noch für das Drehbuch verantwortlich zeigte, derweil Peter Svatek Regie führte. Der 1989 von ihm inszenierte Witchtrap gilt als inoffizielles Spinoff des ersten Teils.

- Der im Filmabspann gespielte Titel-Soundtrack Bump In The Night wurde von Dennis Tenney geschrieben, dem Bruder des Regisseurs und Drehbuchautors Kevin Tenney. Aufgenommen wurde der Titelsong von der Band Steele Breeze[5]

- Die Dreharbeiten fanden in San Francisco sowie im Big Bear Valley im San Bernardino National Forest statt.[6]